# Давыдов, Владислав Витальевич
Владислав Витальевич Давыдов (род. 18 июня 1999, Обливская, Ростовская область) — российский футболист, нападающий, защитник клуба «Белшина».

## Карьера

### «Муром»
Воспитанник футбольной академии волгоградской «Олимпии», за которую позже выступал в рамках любительского чемпионата. В 2019 году был игроком «Смоленска», который также имел статус любительского клуба. В июле 2020 года футболист стал игроком «Мурома». Дебютировал за клуб 5 августа 2020 года в матче Кубка России против «Рязани». Дебютный матч в Первенстве ПФЛ сыграл 9 августа 2020 года в матче против клуба «Знамя Труда». Дебютный гол за клуб забил 29 августа 2020 года в матче против клуба «Ленинградец». Закрепился в основной команде клуба. По итогу сезона отличился забитым голом и результативной передачей.
Новый сезон начал 14 июля 2021 года в матча Кубка России против владимирского «Торпедо». Первый матч в чемпионате сыграл 18 июля 2021 года против клуба «Динамо-2». Первым результативным действием отличился 30 сентября 2021 года в матче против нижегородской «Волны», отдав голевую передачу. Первый гол в сезоне забил в заключительном туре 34 туре 10 июня 2022 года против клуба «Красава». По окончании сезона покинул клуб. Также за время чемпионата футболист отличился забитым голом и 2 результативными передачами.

### «Витебск»
В августе 2022 года футболист перешёл в белорусский клуб «Витебск». Дебютировал за клуб 28 августа 2022 года в матче Высшей Лиги против мозырской «Славии». В клубе на протяжении сезона оставался игроком скамейки запасных. В дебютном сезоне сыграл за белорусский клуб в 6 матчах чемпионата, в которых результативными действиями не отличился. 
В декабре 2022 года тренировался с основной командой «Витебска». Новый сезон начал 5 марта 2023 года в матче Кубка Беларуси против гродненского «Немана». Выбыл с розыгрыша Кубка Беларуси проиграв в ответном четвертьфинальном матче 12 марта 2023 года гродненскому клубу. Первый матч в чемпионате сыграл 8 апреля 2023 года против клуба «Жодино-Южное». Дебютный гол за клуб забил 29 апреля 2023 года в матче против «Лиды». В матче 2 июля 2023 года в против «Осиповичей» футболист оформил дубль. В сентябре 2023 года футболист покинул белорусский клуб.

### «Белшина»
В марте 2024 года футболист на правах свободного агента присоединился к белорусскому клубу «Белшина».